# 金刚纂
金刚纂（学名：Euphorbia neriifolia）是大戟科大戟属的植物。分布在印度以及中国大陆的南北均有栽培等地，目前已由人工引种栽培。

## 别名
霸王鞭（北京植物志，福建植物志），五楞金刚（俗名），麒麟掌（缀化个体）

## 用途
除了作為觀賞用途外，金剛纂亦常種植作為籬笆植栽，在民間也廣泛的作為藥用，其性味苦、寒，有毒性，其莖部具有消腫、通便、殺蟲之效用，可治及性吐瀉、腫毒、疥癩。葉片具有清熱化滯、解毒形瘀之效，可治熱至泄瀉、疔瘡、跌打積瘀。乳汁有瀉下、逐水之效。花則可解毒消腫。研究發現金剛纂具有多種活性，包括抗菌性、抗黴菌性、抗病毒、抗寄生蟲、抗關節炎、降血糖、抗痙攣、抗氧化、傷口治癒、免疫調節、抗輻射、抗癌等多種效果。但具有毒性，須經醫師診斷慎用。